# Joodse begraafplaats (Grevenbicht)
De Joodse begraafplaats van Grevenbicht in de Nederlandse gemeente Sittard-Geleen ligt aan de Heilige Kruisstraat. Lokaal staat de begraafplaats bekend als het Jodenbergje.
De overledenen zijn begraven op en rondom een oude Romeinse tumulus (grafheuvel) uit de tweede eeuw. Anno 2008 zijn er 12 grafstenen bewaard gebleven, waarvan 5 op de heuvel en 7 eromheen. Op de heuvel zullen echter veel meer mensen zijn begraven, ook niet-Joden. Voor de tumulus bevond zich lange tijd een in 1922 in Grevenbicht teruggevonden en hier herplaatste Romeinse zandstenen putrand (2e eeuw na Chr.), die in 2009 weer werd verplaatst naar het centrum van Grevenbicht.
De oudste, bewaard gebleven grafsteen stamt uit 1868 en draagt de naam van Mina Kronenberg. De naam Croonenberg (met varianten als Crooneberg/Cronenberg/Kronenberg, enz.) is een bekende Joodse naam in Grevenbicht. Het jongste graf stamt uit 1958 en is van Jacob Peekel.
Grevenbicht had een zeer kleine, maar wel zelfstandige Joodse gemeente met een eigen synagoge aan de Weidestraat. Begin 20ste eeuw was de Joodse gemeenschap van Grevenbicht te klein om zelfstandig verder te kunnen gaan en werd ze bij Sittard gevoegd.
Bij de plaats waar de synagoge heeft gestaan staat sinds 1995 een monument van M. Jaspers. De begraafplaats wordt onderhouden door de plaatselijke overheid en is vrij toegankelijk.

## Trivia
Ook in het Overijsselse Hardenberg en in het Gelderse Terborg bevinden zich een Joodse begraafplaats die lokaal bekendstaat als het Jodenbergje.